# Neaufles-Saint-Martin
Neaufles-Saint-Martin es una localidad y comuna francesa situada en la región de Alta Normandía, departamento de Eure, en el distrito de Les Andelys y cantón de Gisors.

## Demografía
| 617 | 656 | 892 | 820 | 977 | 903 | 942 | 898 | 849 | 837 | 762 | 740 | 717 | 736 | 754 | 863 | 863 | 895 | 874 | 865 | 786 | 841 | 788 | 653 | 656 | 693 | 644 | 604 | 799 | 803 | 931 | 1035 |
| Para los censos de 1962 a 1999 la población legal corresponde a la población sin duplicidades (Fuente: INSEE [Consultar]) |     |     |     |     |     |     |     |     |     |     |     |     |     |     |     |     |     |     |     |     |     |     |     |     |     |     |     |     |     |     |      |

Gráfico de evolución demográfica de la comuna desde 1793 hasta 1999

## Administración

### Entidades intercomunales
Neaufles-Saint-Martin está integrada en la Communauté de communes Gisors Epte Lévrière . Además forma parte de diversos sindicatos intercomunales para la prestación de diversos servicios públicos:
- Syndicat des eaux du Vexin normand (S.E.V.N.)
- Syndicat de l'électricité et du gaz de l'Eure (SIEGE)
- Syndicat intercommunal et interdépartemental de la vallée de l'Epte (SIIVE)

### Riesgos
La prefectura del departamento de Eure incluye la comuna en la previsión de riesgos mayores  por:
- Presencia de cavidades subterráneas.
- Riesgos derivados del transporte de mercancías peligrosas.
- Riesgo de inundación.